# 1950年10月1日国鉄ダイヤ改正
1950年10月1日国鉄ダイヤ改正（1950年10月1にちこくてつダイヤかいせい）では、日本国有鉄道（国鉄）が1950年（昭和25年）10月1日に実施したダイヤ改正について記述する。

## ダイヤ改正の背景
1947年（昭和22年）6月に全国各線で急行列車・準急列車が設定されて以降、国鉄の復興はようやく軌道に乗り始めた。
前年の1949年（昭和24年）9月に特急列車が復活するダイヤ改正が実施された後も、国鉄の復興への動きは加速していき、この年3月1日には湘南電車と呼ばれた80系電車が運転を開始したりと、次第に輸送体制も安定して余裕もできつつあった。
そんな中で実施されたのがこのダイヤ改正である。これは戦時ダイヤからの決別を図ったもので、全国各線で列車の増発とスピードアップが行われ、さらには電車が優等列車へも進出し始めた改正として特筆できるものである。
ただし、この大規模なダイヤ改正を準備する最中の6月25日に朝鮮戦争が勃発し、連合国軍として日本に進駐していたアメリカ軍が国連軍の主力として朝鮮半島に派遣された。そのため、日本の鉄道を管理する連合国軍最高司令官総司令部(GHQ/SCAP)の鉄道司令部(RTO)は朝鮮の後方支援地域となる日本での大規模な軍需輸送を指令し、開戦翌日の6月26日からは弾薬が、7月1日からは兵員の輸送が開始され、混乱が生じていた。国鉄はこの指令にも応える必要があった。

## 改正の内容

### 特急「つばめ」・「はと」のスピードアップ
前年9月に「へいわ」として運転を開始し、この年元日に改称した東海道本線の特急列車「つばめ」の姉妹列車として、この年5月11日に「はと」が新設された。しかし、運転開始当初はまだ線路などの復旧が十分でなかったことなどから、戦前の最速列車「燕」よりも1時間遅い9時間で結ぶことにした。その後、8月29日に試運転が行われて問題がないことが判明したため、この時より「つばめ」・「はと」は戦前同様に東京駅 - 大阪駅間を8時間で結ぶようになった。

### 急行列車の愛称
前年に続き、再び急行列車のスピードアップと増発が図られることになったが、それでも急行列車の速度や便数はこれでようやく戦前の最高水準に戻ったといえるものであった。特急列車についても同様であるが、戦争によって失ったものは多かったのである。
また前年9月に東京駅 - 大阪駅間を結ぶ急行13・14列車1往復に「銀河」の名が付けられていたが、列車の識別に好都合ということで、この改正に1ヶ月遅れた11月2日には幹線を走る13の急行に愛称が付けられることになった。その愛称は下記の通りである。
- 11・12列車「明星」 東京駅 - 大阪駅間運転
- 15・16列車「彗星」 東京駅 - 大阪駅間運転
- 31・32列車「阿蘇」 東京駅 - 熊本駅（筑豊本線経由）間運転
- 33・34列車「霧島」 東京駅 - 鹿児島駅間運転
- 35・36列車「雲仙」 東京駅 - 長崎駅（佐世保線・大村線経由）間運転
- 37・38列車「筑紫」 東京駅 - 博多駅間運転
- 39・40列車「安芸」 東京駅 - 広島駅（呉線経由）間運転
- 201・202列車「大和」 東京駅 - 湊町駅・鳥羽駅間運転
- 201・202列車「みちのく」 上野駅 - 青森駅（常磐線経由）間運転
- 203・204列車「北斗」 上野駅 - 青森駅（常磐線経由）間運転
- 101・102列車「青葉」 上野駅 - 青森駅（東北本線経由）間運転（仙台以北「みちのく」と併結）
- 501・502列車「日本海」 大阪駅 - 青森駅間運転
- 601・602列車「北陸」 上野駅 - 長野駅 - 金沢駅 - 大阪駅間運転

### 電車の優等列車への使用開始
このダイヤ改正に5日遅れて東京駅 - 伊東駅間で運転を開始した準急列車「あまぎ」は、前述した80系電車を使用した初の電車による優等列車となった。電車を用いることで、客車に比べて加減速が良くなったこともあり、東京駅 - 熱海駅間では今回のダイヤ改正でスピードアップした「はと」と同じ1時間29分で走破した。これは優等列車に電車を用いることの優位性を示すことになり、以後の電車特急「こだま」に至るまで影響を及ぼすことになった。

### 貨物列車の増発・効率化
朝鮮戦争の開始と激化に伴うRTOの軍需輸送増強指令に対応するため、国鉄はこのダイヤ改正で貨物列車の増発と貨車の運用効率向上に取り組んだ。その結果、同年11月の鉄道貨物輸送量は対前年比で5%増を達成した。しかし、その後の国鉄は滞貨の増加に苦しみ、その後も続く内航海運や自動車への貨物輸送転移が起こった。また、インフレによる経費増加に運賃改定が追い付かず、1954年度には国鉄経営は巨額の赤字を出した。

## ダイヤ改正の不具合
ダイヤ改正の時期は、戦後の復興が本格化し、荷物の取扱量が急増した時期であった。東海道本線では上り列車である40列車は、ダイヤ改正後、客車の増結や荷物車の荷扱いに時間がかかり、神戸駅を20分以上遅れて出発することが常態化。後続の36列車や銀河も同様の理由で遅れが目立つようになった。このため後に急行列車を中心に余裕を持たせるダイヤへと変更が加えられている。